# Koski Pierwsze
Koski Pierwsze est une localité polonaise de la gmina de Panki, située dans le powiat de Kłobuck en voïvodie de Silésie.